# MYmovies.it
MYmovies.it — італійський журнал і мережева база даних фільмів під редакцією Mo-Net S.r.l компанії Gruppo Editoriale L'Espresso. Заснований у 2000 році, вебсайт містить базу даних італійських кінофільмів і телевізійних серіалів, акторів та кінорежисерів від 1895 року по теперішній час.
На сайті також представлені огляди фільмів, що виходять на екрани найближчим часом, інтерв'ю з акторами, режисерами та іншими помітними фігурами в італійській кіноіндустрії, міжнародні новини, пов'язані з кінематографом. У розділі критики на сайті розміщено огляди публікацій таких видань, як Corriere della Sera, la Repubblica, Le Monde, The New York Times та інших. У 2010 році сайт також запустив платформу потокового відео Mymovieslive!.
Один з основних розділів MYmovies.it присвячено оглядам найбільших кінофестивалів, зокрема Каннському, Венеційському, Токійському міжнародним кінофестивалям та національним кінофестивалям в Римі, Турині, Таорміні та ін.
За демографічними дослідженнями MYmovies.it особливо популярний серед італійських чоловіків у віці від 25 до 45 років відповідно і є 56-м з найпопулярніших вебсайтів серед інтернет-користувачів Італії. Сайт все частіше використовується як джерело для публікацій, пов'язаних з італійським кіно.
Станом на 2013 рік, сайт містив понад одного мільйона сторінок, більше 200000 оглядів, і зібрав понад 3 млн унікальних відвідувачів на місяць.